# Johann Wilhelm Baier fils
Ne pas le confondre avec son père Johann Wilhelm Baier (1647-1695).
Pour les articles homonymes, voir Baier.
Johann Wilhelm Baier (né le 12 juin 1675 à Iéna, mort le 11 mai 1729 à Altdorf) est un théologien luthérien, physicien et mathématicien allemand.

## Biographie
Il est le fils du théologien Johann Wilhelm Baier et le frère Johann Jakob Baier. Le 14 juillet 1705, il épouse Susanna Maria Funck, la veuve de Johann Ludwig Apin. En 1716, il épouse Susanna Margaretha Krafft avec qui il a trois fils et trois filles.
Après avoir été à l'école princière de Heilsbronn jusqu'en 1691, il étudie la théologie, les mathématiques et la physique dans les universités d'Iéna et de Halle. En 1704, il succède à Johann Christoph Sturm comme professeur de mathématiques et de physique à l'université d'Altdorf, en 1709 il prend la fonction de professeur de théologie. Son successeur à la chaire de mathématiques et de physique est Johann Heinrich Müller.